# Ivan Šarić
Cet article concerne le joueur d'échecs. Pour l'archevêque de Sarajevo, voir Ivan Saric.
Pour les articles homonymes, voir Šarić.
Ne doit pas être confondu avec le joueur d'échecs bosnien Ibro Šarić
Ivan Šarić est un joueur d'échecs croate né le 17 août 1990 à Split. Grand maître international depuis 2008, Šarić a remporté le championnat d'Europe individuel en mars 2018.
Au 1er mars 2019, il est le 39e joueur mondial et le no 1 croate avec un classement Elo de 2 703 points.

## Compétition de jeunes
Šarić a remporté le championnat d'Europe des moins de 18 ans en 2007 (devant Romain Édouard), le championnat du monde des moins de 18 ans en 2008.

## Compétitions adultes
Šarić a remporté quatre fois le championnat de Croatie (en 2009, 2013, 2017 et 2018) ainsi que le Corsica Masters en 2013.
En 2014, Šarić remporta le tournoi de Wijk aan Zee dans le groupe B (avec 10 points sur 13) et finit cinquième ex æquo du tournoi d'échecs de Poïkovski avec 4,5 points sur 9.
En 2014, Šarić finit à la deuxième-neuvième place ex æquo du Championnat d'Europe d'échecs individuel (huitième au départage) avec 8 points sur 11. Ce résultat le qualifie pour la Coupe du monde d'échecs 2015 disputée à Bakou, où il fut éliminé au premier tour par Bassem Amin.
En 2018, il remporte le championnat d'Europe avec 8,5 points sur 11, ce qui le qualifie pour la Coupe du monde d'échecs 2019 à Khanty-Mansiïsk où il est éliminé au premier tour par Benjamin Bok.
Lors de la Coupe du monde d'échecs 2021, il bat l'Angolais Sergio Miguel au premier tour, puis il est battu par l'Argentin Alan Pichot au deuxième tour.
| Année | Lieu            | Résultat      | Ultime adversaire | Adversaires battus |
| ----- | --------------- | ------------- | ----------------- | ------------------ |
| 2015  | Bakou           | premier tour  | Bassem Amin       |                    |
| 2019  | Khanty-Mansiïsk | premier tour  | Benjamin Bok      |                    |
| 2021  | Sotchi          | deuxième tour | Alan Pichot       | Sergio Miguel      |
| 2023  | Bakou           | deuxième tour | Rasmus Svane      | Dante Beukes       |

## Compétitions par équipe
Il a participé à l'olympiade d'échecs de 2010 au troisième échiquier de la Croatie ainsi qu'à l'olympiade d'échecs de 2012 au premier échiquier croate.